# Santo António de Nordestinho
Santo António de Nordestinho ist eine portugiesische Gemeinde (Freguesia) im Kreis (Município) Nordeste auf der Azoreninsel São Miguel. In ihr leben 260 Einwohner (Stand 19. April 2021).